# هارمونی (شهرستان مرینت، ویسکانسین)
هارمونی (به انگلیسی: Harmony) یک منطقهٔ مسکونی در ایالات متحده آمریکا است که در شهرستان مرینت، ویسکانسین واقع شده‌است. هارمونی ۲۱۳٫۰۶ متر بالاتر از سطح دریا واقع شده‌است.